# Trâncești
Trăncești románul: Trăncești, falu Romániában, Erdélyben, Fehér megyében. Közigazgatásilag Aranyosfő községhez tartozik.

## Fekvése
Aranyosfő mellett fekvő település.

## Története
Trânceşti korábban Aranyosfő része volt. 1956-ban vált külön településsé 130 lakossal.
1966-ban 101, 1977-ben 69, 1992-ben 42, a 2002-es népszámláláskor pedig 30 román lakosa volt.